# 박사랑 (배우)
박사랑(2003년 3월 4일 ~ )은 대한민국의 배우이다. 2007년에 방송된 KBS 2TV 주말 드라마인 행복한 여자에 첫 출연하였다. 

## 학력
- 인천부원초등학교 (졸업)
- 부원여자중학교 (졸업)

## 작품 활동

### 영화
- 2010년 《그랑프리》 ... 양소심 역
- 2010년 《베스트셀러》 ... 연희 역
- 2010년 《평행 이론》 ... 김예진 역
- 2012년 《댄싱퀸》 ... 황연우 역
- 2013년 《남쪽으로 튀어》 ... 최나래 역
- 2013년 《미나문방구》 ... 어린 강미나 역
- 2013년 《공범》 ... 어린 정다은 역
- 2016년 《보고싶다》... 하진 역
- 2016년 《소년, 소녀를 만나다》... 리하진 역

외인구단 극중명 잘못 나왔음

### 드라마
| 연도   | 방송사 | 제목                                       | 역할        | 비고                                  |
| ------ | ------ | ------------------------------------------ | ----------- | ------------------------------------- |
| 2007년 | KBS2   | 《행복한 여자》                            | 최은지      | 58부작 드라마 (1월 6일~7월 21일 방송) |
| 2008년 | KBS2   | 《아빠 셋 엄마 하나》                      | 정하선      | 16부작 드라마(특별 출연)              |
| 2009년 | MBC    | 《2009 외인구단》                          | 마세연      | 16부작 드라마 (5월 2일~6월 21일 방송) |
| 2011년 | KBS2   | 《KBS 드라마 스페셜 연작 시리즈 - 헤어쇼》 | 어린 이영원 | 4부작 드라마 (4월 10일~5월 1일 방송)  |

### TVCF
- 《교원교육 빨간펜》- 공부
- 《포스코건설》
- 《삼성물산 래미안》
- 《크린랩》
- 《한독 니코스탑》
- 《CJ제일제당 산들애》
- 《피죤 액츠》
- 《대교 눈높이》
- 《파리바게트》
- 《LG전자 트롬세탁기》
- 《흙표흙침대》
- 《콩순이》
- 《아이챌린지》
- 《휴메이드》
- 《한경의 생활과학》
- 《OK캐시백》외 다

기타 아이리스

### 뮤직비디오
- 2009년 SG워너비 - 사랑해

## 수상
- 2011년 제1회 대한민국 광고모델 선발대회 특별상